# Euploea doretta
Euploea doretta är en fjärilsart som beskrevs av Arnold Pagenstecher 1894. Euploea doretta ingår i släktet Euploea och familjen praktfjärilar. IUCN kategoriserar arten globalt som livskraftig. Inga underarter finns listade i Catalogue of Life.